# Armando Alemán
Armando Alemán Subirán (ur. 11 września 1904 w Priego de Córdoba, zm. 21 stycznia 1995 w Barcelonie) – hiszpański szermierz, uczestnik igrzysk olimpijskich w 1928 w Amsterdamie. Na tych igrzyskach uczestniczył jedynie w turnieju indywidualnym florecistów, na którym przegrał wszystkie walki zdobywając jedynie 13 punktów.